# Новоюльевка
Новою́льевка (укр. Новоюлівка) — село,
Новоюльевский сельский совет,
Софиевский район,
Днепропетровская область,
Украина.
Код КОАТУУ — 1225285501. Население по переписи 2001 года составляло 513 человек.
Является административным центром Новоюльевского сельского совета, в который, кроме того, входят сёла
Авдотьевка,
Новопетровка,
Степовое и
Трудолюбовка.

## Географическое положение
Село Новоюльевка находится в 3-х км от правого берегу реки Каменка,
на расстоянии в 0,5 км расположено село Новопетровка, в 1,5 км — село Трудолюбовка.
По селу протекает пересыхающий ручей с запрудой.
Через село проходит автомобильная дорога Н-11.

## История
- 1861 год — дата основания села.

## Объекты социальной сферы
- Школа.
- Детский сад.
- Дом культуры.
- Фельдшерско-акушерский пункт.